# Šovi

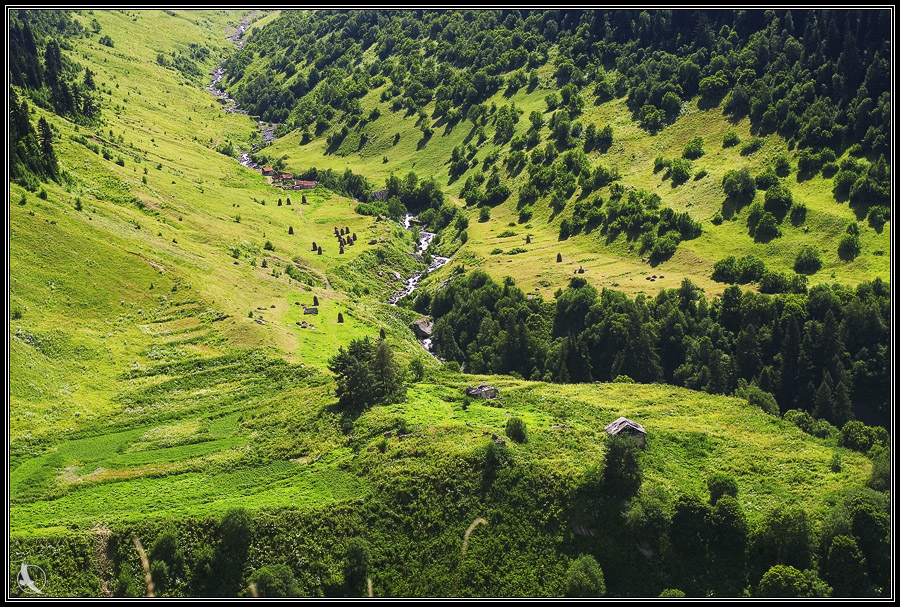
Pohled na krajinu v okolí lázní Šovi

Šovi (gruzínsky შოვი, Šovi) je malé městečko na severu Gruzie, nacházející se v okrese Oni v regionu Rača-Lečchumi a Dolní Svanetie. Nachází se zde horské klimatické lázně. Šovi se nachází v nadmořské výšce až 1600 metrů nad mořem a je obklopeno jehličnatými lesy a vysokohorskými hřebeny Velkého Kavkazu. V Šovi vládne alpinské klima. Od okresního města Oni je vzdáleno 12 km severovýchodním směrem. 
V okolí lázní se vyskytuje mnoho minerálních pramenů se slabým obsahem kyseliny uhličité, uhlovodíků, chloridu sodného a železa. Ty jsou vhodné pro léčbu lidí trpících například tuberkulózou, nervovými onemocněními, astmatem, chorobně nízkým krevním tlakem.
Dne 3. srpna 2023 došlo v Šovi k zemětřesení, které si vyžádalo jedenáct obětí na životech.